# Andrea Pisano

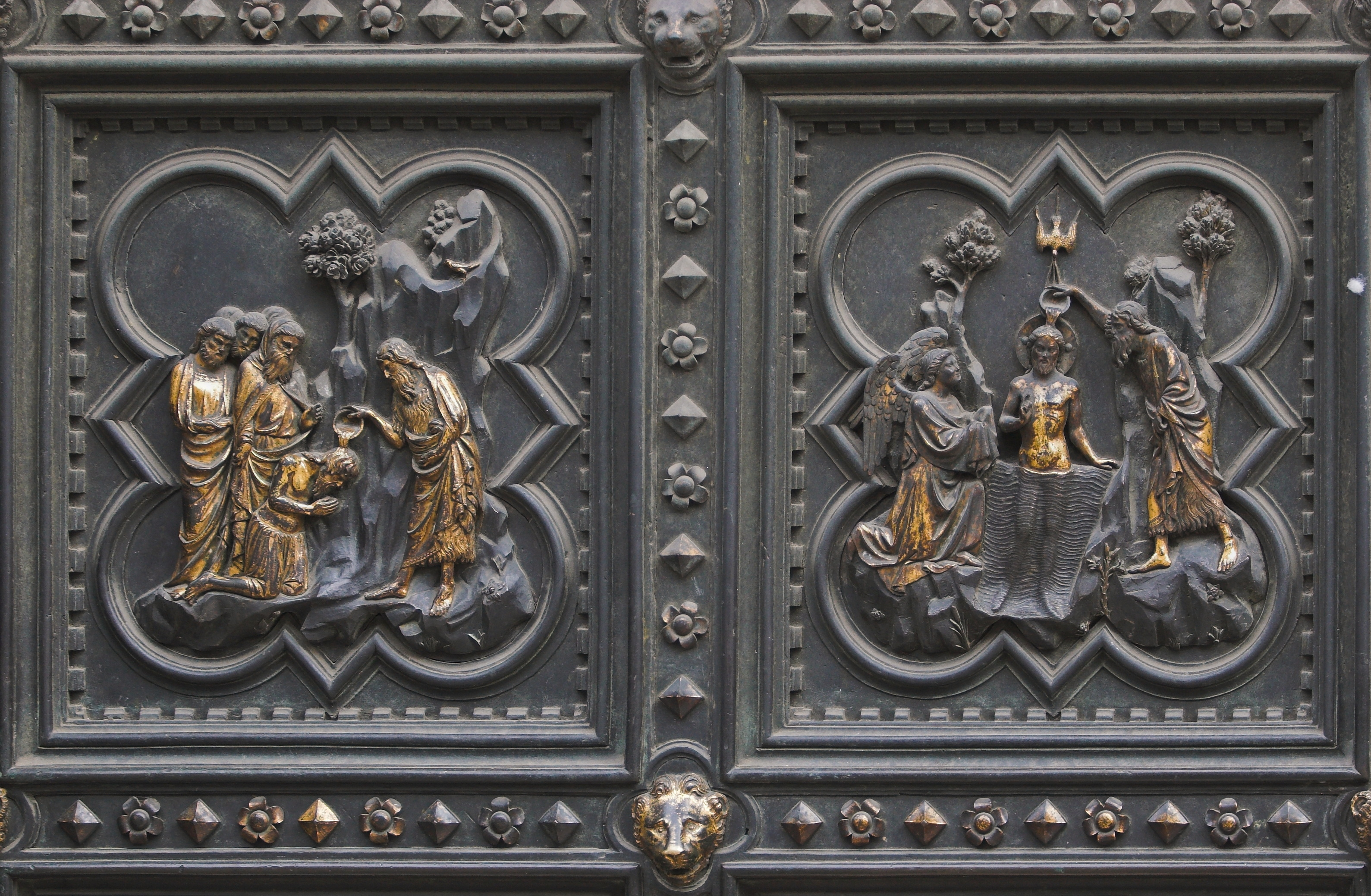
Detalhe da obra de Andrea Pisano para o Batistério de Florença.

Andrea Pisano (1290 — 1348/1349, também conhecido como Andrea da Pontedera, foi um escultor e arquiteto italiano. Andrea é famoso por ter executado a Porta Sul do Batistério de Florença.   